# Nathan Douglas
Nathan Douglas, född 4 december 1982 i Oxford, Storbritannien, är en brittisk friidrottare (tresteg). Douglas har två gånger blivit silvermedaljör vid ett mästerskap. Både på EM utomhus 2006 och vid EM inomhus 2007 blev Douglas silvermedaljör.
Han deltog även vid Olympiska sommarspelen 2008 men tog sig inte vidare till finalomgången.